# 姜朝卿
姜朝卿（16世紀—17世紀），字念北、又字克相，江西南昌府南昌縣夏岸人，明朝政治人物。

## 生平
姜朝卿是萬曆二十八年（1600年）庚子科江西鄉試舉人，授高安教諭，造士有方，四十七年（1619年）陞寧化知縣，因個性耿直忤逆上級，被誣陷貪墨去職，因此歸鄉，崇禎初年婉拒受推薦任戶部主事。

## 引用
1. 1 2  民國《南昌縣志·卷三十三·人物志四》：姜朝卿，字念北，夏岸人，由舉人授高安教諭，造士有方，陞寧化知縣，性質直，忤當道遂吿歸，崇禎初辟戶部主事，不就。
2. ↑  民國《南昌縣志·卷二十二·選舉志三》：科第下……明……萬曆二十八年庚子鄉試……姜朝卿 字克相，夏岸人，詳傳
3. ↑  同治《寧化縣志·卷三·人民部上》：明知縣……姜朝卿 南昌舉人，萬厯四十七年任，以墨去